# Deville (Luizjana)
Deville – jednostka osadnicza w Stanach Zjednoczonych, w stanie Luizjana, w parafii Rapides.